# پلیتبوروی کمیته مرکزی حزب کمونیست اتحاد شوروی
دفتر‌خانه سیاسی کمیته مرکزی حزب کمونیست اتحاد شوروی یا به اختصار پلیتبورو (به روسی: Политбюро) که از ۱۹۵۲ تا ۱۹۶۶ با نام پرزیدیوم شناخته می‌شد، بدنه مرکزی سیاست‌گذاری و رهبری حزب کمونیست اتحاد شوروی بود.